# День нароDJення
День нароDJення — електронний альбом гурту Воплі Відоплясова, складений з кавер-версій радянських хітів та авторських реміксів на твори гурту. Складений безпосередньо Олегом Скрипкою. Перевидання альбому, здійснене у 2006 році, містить додані треки «Tombe la neige», «Rai» та «California RMX».

## Зміст
1. Den NaroDJennia — 4:16
2. Ne doumay — 4:36
3. My — deti — 4:26
4. Tombe la neige — 3:38
5. Rai — 4:03
6. California RMX — 4:42
7. Mahatma — 5:14
8. Melodia — 6:58
9. Den NaroDJennia2 (sufi version) — 4:45